# Sofia Andrukhovych

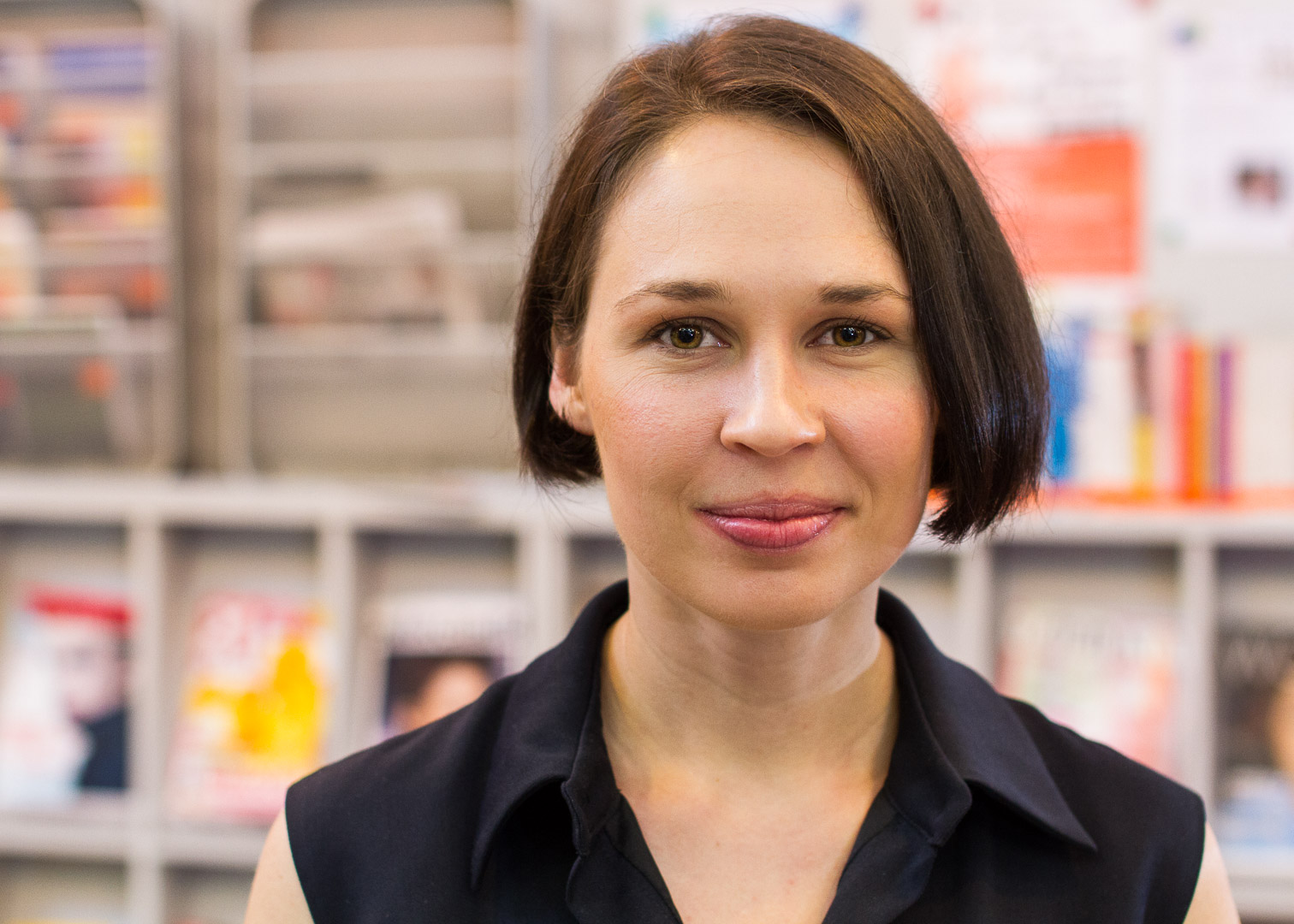
Sofia Andrukhovych

Sofia Yuriyivna Andrukhovych (em ucraniano:  Софі́я Ю́ріївна Андрухо́вич, nascida em 17 de novembro de 1982) é uma escritora e tradutora ucraniana. É a esposa de Andriy Bondar, escritor ucraniano.

## vida e carreira
Andrukhovych é co-editora do periódico Chetver. Em 2004, ela recebeu uma bolsa de residência da Associação Villa Decius em Cracóvia, onde ela morava.
Em dezembro de 2014, o seu romance Felix Austria ganhou o prémio Livro do Ano de 2014 da BBC Ucraniana.